# 安倍なつみ「あなたに会えたら」
安倍なつみ「あなたに会えたら」（あべなつみ あなたにあえたら）は、bayfmで2009年4月3日から放送されていたラジオ番組。

## 概要
Inter FMで担当していた「FIVE STARS」を2009年3月に降板。翌4月から放送を開始した。
開始当時は金曜日の放送だったため「ベイエフエム・フライデーナイト・ミーティング」と冠されていた。日曜日に移動してからは「サンデーナイト・ランデブー」。
本人が産休入りのため2016年3月末終了。

## パーソナリティ
安倍なつみ

## 放送時間
毎週日曜日、21:00〜21:57（2010年4月8日〜、2013年5月5日のみ「ALL TOGETHER NOW by LION」放送のため休止）
過去の放送時間
毎週金曜日、22:00〜22:59（2009年4月3日〜2010年3月26日）

毎週金曜日、21:00〜21:47（2010年4月2日〜2012年3月30日）

## コーナー
今週のなっち・5（ファイブ）チェック
- 古川恵実子（2010年3月26日まで）
- 真木ひろか（2010年4月2日 - 2011年9月30日）

真木の退任と共に終了。

## ゲスト
- 2010年5月14日 - 新納慎也